# Alamor
Alamor è una parrocchia urbana dell'Ecuador, capoluogo del cantone di Puyango, nella provincia di Loja.